# 小長城

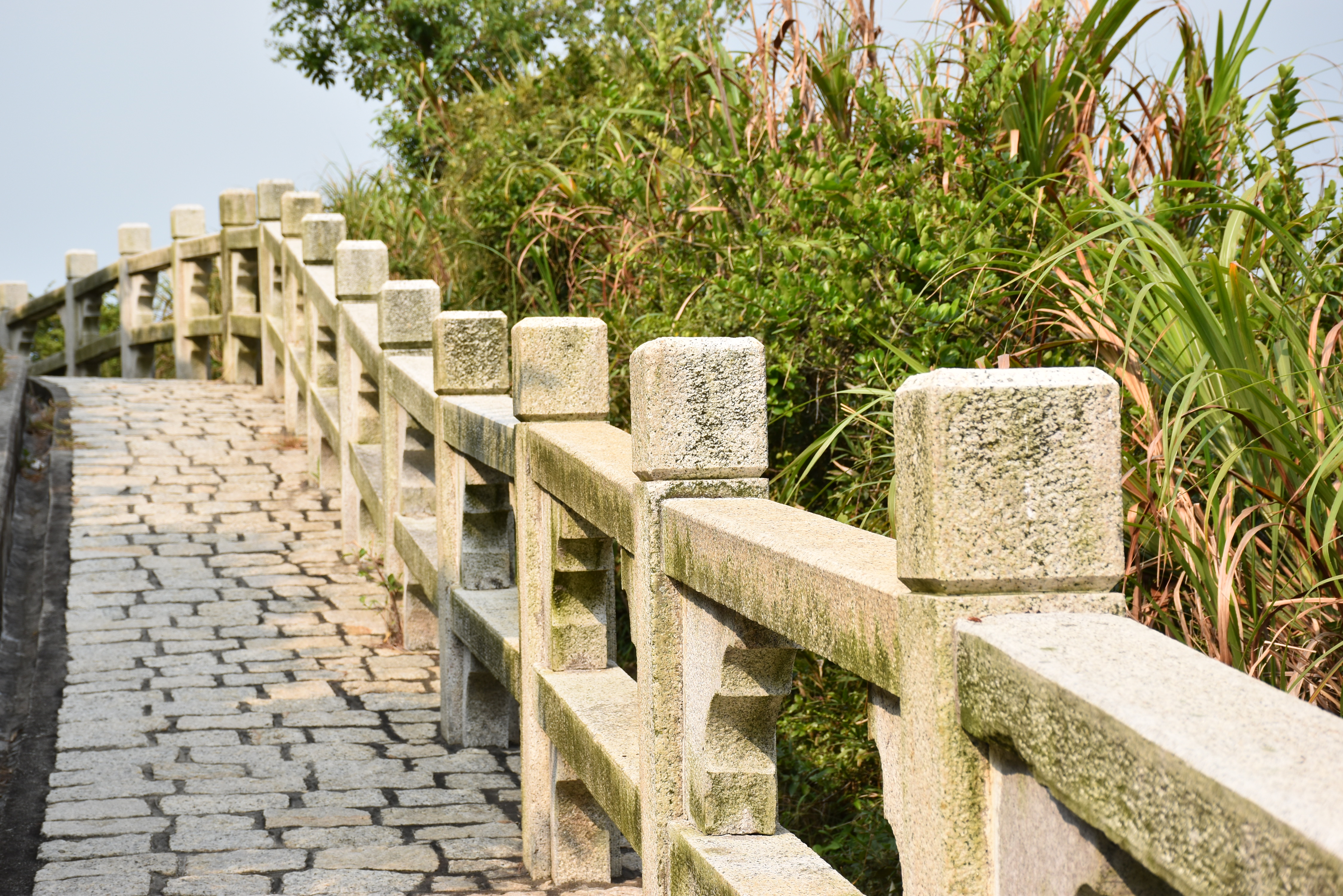
小長城

小長城（英語：Mini Great Wall）是香港長洲東面的一條遠足徑，因為全路都使用石头在建筑原材料，欄杆全都是石欄，看下去像萬里長城，所以有这个名。

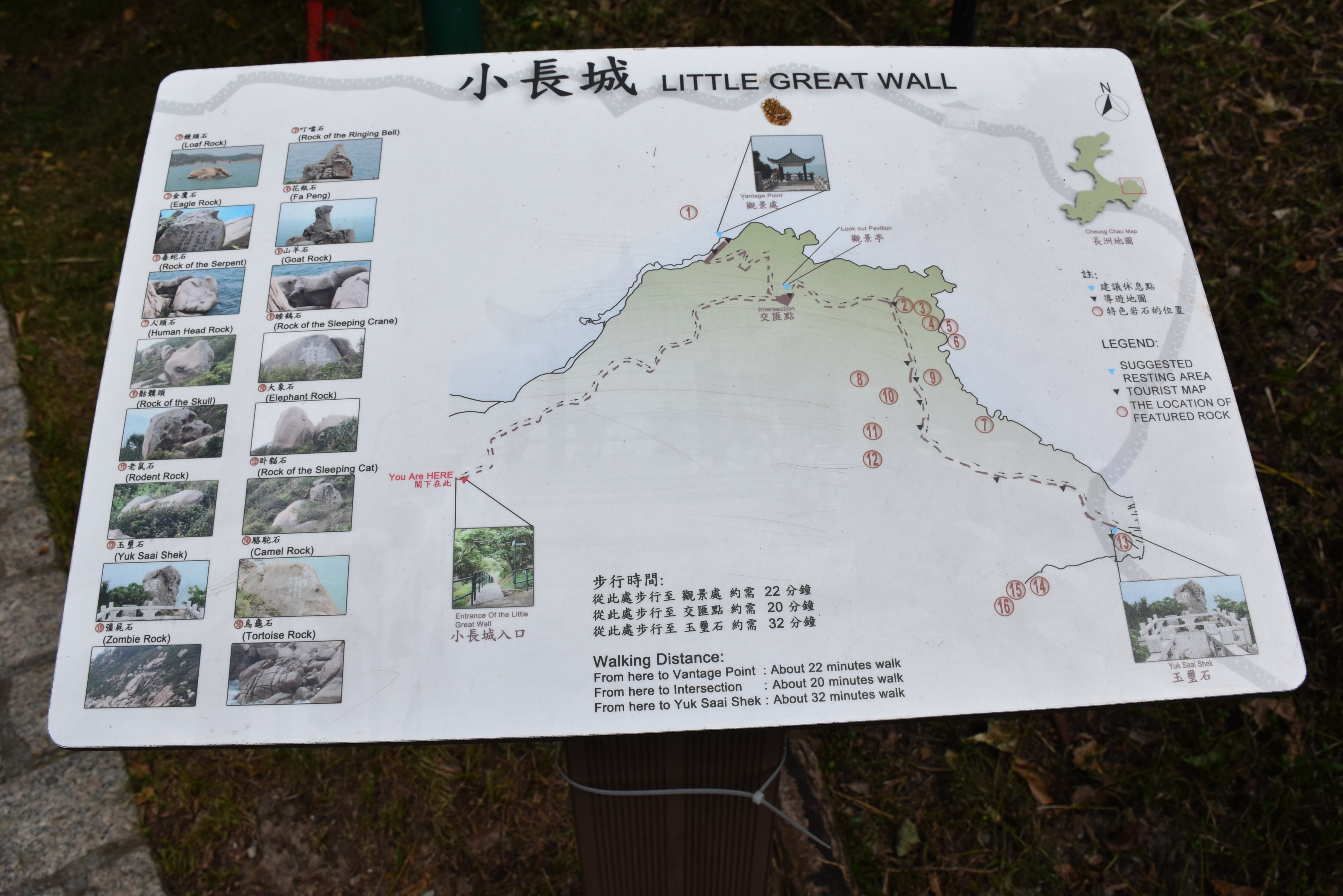
小長城上的地图

小長城長850米，入口為觀音灣，經芝麻坑，終點是長洲的最東點玉璽石。

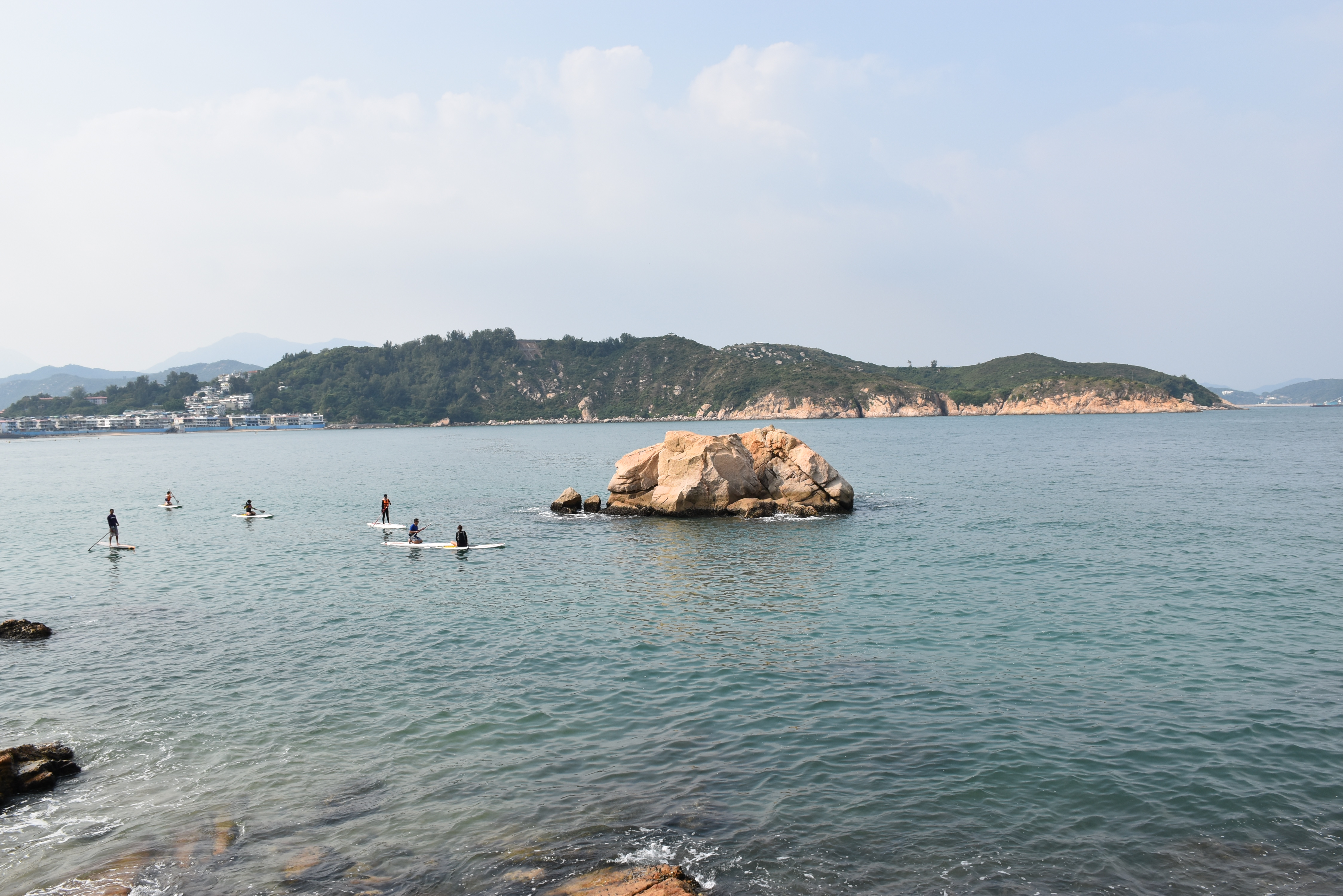
麵包石